# Studio Voln
Studio Voln (株式会社studio Voln Kabushiki-gaisha Sutajio Vorun?) es un estudio de animación japonés establecido en 2014.
El nombre de la compañía "VOLN", es un acrónimo de "Visiting Old Learn New".

## Establecimiento
El estudio fue fundado el 12 de agosto de 2014 por el ex productor y director de Madhouse, Mita Keiji, quien actualmente dirige la compañía como su presidente y representante. Las dos primeras series animadas del estudio fueron coproducciones con Mappa, incluida una adaptación de la serie de manga Ushio to Tora. Desde entonces, comenzó a producir sus propios trabajos, incluida una versión cinematográfica de anime de la novela de 2015 Kimi no Suizō o Tabetai. Después de su fundación, Abiru Takahito se convirtió en uno de los directores de animación del estudio.

## Trabajos

### Series de televisión
| Año  | Título                                    | Director(es)      | Fecha de primera transmisión | Fecha de última transmisión | Eps. | Notas                                                                                     | Refs.              |
| ---- | ----------------------------------------- | ----------------- | ---------------------------- | --------------------------- | ---- | ----------------------------------------------------------------------------------------- | ------------------ |
| 2015 | Ushio to Tora                             | Kunihiko Yuyama   | 3 de julio de 2015           | 24 de junio de 2016         | 39   | Adaptación del manga escrito e ilustrado por Kazuhiro Fujita. Coproducción junto a MAPPA. | [ 5 ] [ 6 ]        |
| 2017 | Idol Incidents                            | Daisuke Yoshida   | 8 de enero de 2017           | 27 de marzo de 2017         | 12   | Historia original. Coproducción junto a MAPPA.                                            | [ 7 ]              |
| 2018 | Karakuri Circus                           | Satoshi Nishimura | 11 de octubre de 2018        | 27 de junio de 2019         | 36   | Adaptación del manga escrito e ilustrado por Kazuhiro Fujita.                             | [ 8 ] [ 9 ] [ 10 ] |
| 2021 | Back Arrow                                | Gorō Taniguchi    | 8 de enero de 2021           | 18 de junio de 2021         | 24   | Historia original.                                                                        | [ 11 ]             |
| 2024 | Ao no Exorcist: Shimane Keimei Kessha-hen | Daisuke Yoshida   | 7 de enero de 2024           | 24 de marzo de 2024         | 12   | Secuela de Ao no Exorcist: Kyoto Fujōō-hen.                                               | [ 12 ] [ 13 ]      |
| 2024 | Ao no Exorcist: Yuki no Hate-hen          | Daisuke Yoshida   | 6 de octubre de 2024         | 22 de diciembre de 2024     | 12   | Secuela de Ao no Exorcist: Shimane Keimei Kessha-hen.                                     | [ 14 ] [ 15 ]      |
| 2025 | Ao no Exorcist: Yosuga-hen                | Daisuke Yoshida   | 5 de enero de 2025           | 23 de marzo de 2025         | 12   | Secuela de Ao no Exorcist: Ao no Exorcist: Yuki no Hate-hen.                              | [ 16 ] [ 17 ]      |

### Películas
| Año  | Título                  | Director(es)         | Duración | Notas                                                                     | Refs.                       |
| ---- | ----------------------- | -------------------- | -------- | ------------------------------------------------------------------------- | --------------------------- |
| 2018 | Kimi no Suizō o Tabetai | Shin'ichirō Ushijima | 108m     | Adaptación de la novela ligera escrita por Yoru Sumino.                   | [ 18 ] [ 19 ] [ 20 ] [ 21 ] |
| 2018 | Usuzumizakura: Garo     | Satoshi Nishimura    | 82m      | Parte de la serie Garo: The Crimson Moon. Coproducción junto a Studio M2. | [ 22 ] [ 23 ]               |